# إديث روجر
إديث روجر (بالنرويجية البوكمول: Edith Roger)‏ هي مصممة رقص نرويجية، ولدت في 29 مايو 1922 في فيستبي في النرويج.

## روابط خارجية
- إديث روجر على موقع IMDb (الإنجليزية)